# Gudenus

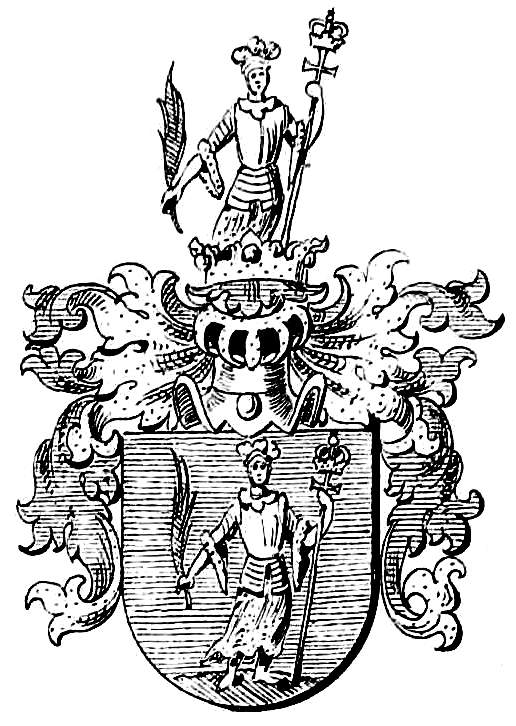
Stammwappen derer von Gudenus, nach Siebmachers Wappenbuch, 1918

Gudenus (früher auch Ritter/Freiherren/Reichsfreiherren/Grafen von Gudenus) ist der Name eines Geschlechts mit Ursprung in Spangenberg (Hessen), das zum ehemaligen österreichischen Adel zählt und bis heute existiert.

## Geschichte
Das Geschlecht stammte ursprünglich aus Spangenberg in Hessen und erschien erstmals 1594 urkundlich mit Christoffel Gude(nus), späterem landgräflich hessischen Schultheißen zu Sontra.
Moritz Gudenus (1596–1680) war 1626 reformierter Prediger in Abterode, nachdem er 1625 Marburg wegen seines Bekenntnisses hatte verlassen müssen. Er wurde 1630 katholisch, trat in Kurmainzer Dienste und starb als Amtmann in Treffurt. Von seinen fünf Söhnen war der älteste, Johann Daniel (1624–1694), Doktor der Theologie, Titularbischof von Utica und Mainzer Weihbischof für Hessen, Thüringen und das Eichsfeld in Erfurt. Der zweite, der promovierte Jurist Johann Christoph Freiherr von Gudenus (1632–1705), wurde Reichshofkanzleitaxator, Kurmainzer Geheimer Rat und Ministerresident in Wien sowie Hofpfalzgraf. Er begründete die seit 1907 gräfliche niederösterreichische Linie, der Bruder Urban Ferdinand Gudenus begründete die seit 1732/46 freiherrliche steiermärkische Linie die auch Besitz in Ungarn hatte. Die Linien der jüngeren Brüder Georg Friedrich (1636–1701), Kurmainzer Amtmann zu Treffurt, und Dr. jur. Johann Mauritz Bodo (1639–1688), Kurmainzer Regierungsrat, Stadtschultheiß und Universitäts-Professor in Erfurt, starben bereits im 18. Jahrhundert aus. Von den Söhnen des letzteren war Christoph Ignaz (1674–1747) Titularbischof von Anemurium und Weihbischof in Erfurt, Johann Leopold (1676–1713) war Doktor der Theologie, Titularbischof von Pergamum und Weihbischof von Worms, während Daniel Mauritz (1681–1749) wie der Vater Stadtschultheiß von Erfurt wurde und Friedrich Wilhelm (1683–1757) als Generalfeldzeugmeister des fränkischen Kreises gestorben ist.
Benannt nach der Familie ist die Gudenushöhle in Niederösterreich.

### Standeserhöhungen
Der rittermäßige Reichsadelsstand wurde am 5. März 1668 den Brüdern Christoph, Johann Daniel, Urban Ferdinand und Johann Moritz Gudenus verliehen. Der Reichsritterstand mit der Anrede „Edler Herr“ erfolgte am 7. Mai 1696 und der Reichsfreiherrenstand mit Anrede „Wohlgeboren“ am 20. September 1696.
Das ungarische Indigenat wurde am 5. Dezember 1703 verliehen. Die Würde des niederösterreichischen alten Ritterstandes erfolgte am 10. Februar 1714. Das böhmische Inkolat im Herrenstande wurde am 15. April 1756 für Franz de Paula Freiherrn von Gudenus verliehen.
Die Deszendenz des 1874 verstorbenen Gabriel Freiherrn von Gudenus wurde durch von Kaiser Franz Joseph am 16. August 1907 in Ischl in den österreichischen Grafenstand erhoben. Das Diplom wurde am 22. Oktober 1907 in Wien ausgestellt. Als eines von 64 gräflichen Geschlechtern erhielt die Familie am 14. Juni 1907 einen erblichen Sitz im Herrenhaus, dem Oberhaus des österreichischen Reichsrates.

### Familienzweige und Besitztümer

#### Gräfliche Linie (Niederösterreich)
Im Jahre 1725 kam die Burgruine Hohenstein im Kremstal in den Besitz der Familie. 1726 belehnte Kaiser Karl VI. den Freiherrn Philipp Ferdinand von Gudenus (1681–1731) mit der Herrschaft sowie dazugehörigen Burg Hartenstein (Niederösterreich), bei dessen Familie sie bis 1927 verblieb. 1731 kam Schloss Felling in Gföhl in den Besitz des Zweiges. 1737 wurde das Schloss Waidhofen an der Thaya erworben. Im 19. Jahrhundert wurde das Gut Schloss Vestenötting mit der benachbarten Herrschaft Waidhofen vereinigt und das Schloss als Sitz der Forstverwaltung genutzt.
Die als Wohltäterin bekannte Gräfin Ernestine Gudenus, geb. Thun-Hohenstein (1853–1910), war Mitbegründerin des Krankenhauses und des Roten Kreuzes in Waidhofen. Seit 2018 ist Ferdinand Gudenus (* 1990) im Besitz von Waidhofen und Vestenötting. Er ist der jüngste Sohn aus der Ehe von Leopold Gudenus und Pia Gräfin v. Spee. Die Familie nahm um 2000 den aus Burkina Faso stammenden Schwarzafrikaner Salfo 'Salif' Nikiema (* 1988) bei sich als Pflegekind auf. Salif war wegen körperlicher Misshandlungen von der österreichischen Ärztehilfsorganisation „Noma Hilfe Österreich“ für medizinische Behandlungen als Teenager nach Österreich vermittelt worden. Durch seinen beeindruckenden Werdegang wurde er vom damaligen Staatssekretär für Integration Sebastian Kurz 10 Jahre später zum „Integrationsbotschafter“ ernannt. Danach wurde er von den Schlossherren Leopold und Pia Gudenus adoptiert. Das erleichterte es ihm 2015 die österreichische Staatsbürgerschaft zu erwerben. Heute lebt er mit seiner Familie in Waidhofen, ist Bankangestellter und wurde 2020 für die ÖVP in den Gemeinderat gewählt. Ebenso engagiert er sich mit Hilfsprojekten für seine Heimat.
1729 wurde die Pfarrkirche Els wiederhergestellt. In den Jahren 1780 bis 1799 erfolgte der Bau des Jagdschlösschens Els durch Johann Heinrich Reichsfreiherr von Gudenus. Els wurde Verwaltungssitz der Herrschaften Hartenstein, Hohenstein und Felling. Der Schüttkasten Els ist durch eine Allee mit dem Jagdschlösschen verbunden. Els befindet sich heute nach wie vor im Besitz eines Zweiges der Familie, der im Vergleich zur übrigen Familie eher im rechtsnationalen politischen Spektrum angesiedelt ist. Stammvater ist der österreichische Bobfahrer und Leichtathlet Johann Baptist Gudenus (1908–1968). Aus diesem Zweig stammen auch der FPÖ-Politiker John Gudenus (1940–2016) und dessen Sohn Johann Gudenus (* 1976), der nach der Ibiza-Affäre 2019 von allen politischen Ämtern zurücktrat ist und auch die FPÖ verließ.
1840 wurde Schloss Mühlbach gekauft und im Stil des Historismus umgebaut. Seit 2012 gehört es Martin Gudenus (* 1951), Bürgermeister der Marktgemeinde Hohenwarth-Mühlbach am Manhartsberg (seit 2015). Der ehemals barocke Schlossgarten und der 15 Hektar große Englische Landschaftspark wurden 2003 liebevoll revitalisiert und der Öffentlichkeit zugänglich gemacht. Im Schlosspark finden regelmäßig Kulturveranstaltungen statt.

#### Freiherrliche Linie (Steiermark und Ungarn)
Seit 1806 ist Schloss Thannhausen (Steiermark) bis heute im Besitz der Familie. Die zugehörige Burg Neuhaus wurde 1982 verkauft. 1823 erwarb Ferdinand Freiherr von Gudenus die Herrschaft Frondsberg; Schloss Frondsberg in Rabendorf (Gemeinde Birkfeld, Steiermark) wird ebenfalls bis heute von der Familie bewohnt. Schloss Külml in Feistritz bei Anger befand sich von 1811 bis 1954 im Familienbesitz.
Ein Zweig dieser Linie wanderte nach Ungarn aus und besaß die Güter Gáad and Lugoshely, im Banat (heute Rumänien), die nach dem Zweiten Weltkrieg enteignet wurden. Aus diesem Zweig stammt der Historiker und Genealoge János József Gudenus (* 1947), der seit 1990 ungarische Handbücher des Adels unter dem Namen A magyarországi főnemesség XX. századi genealógiája publiziert.

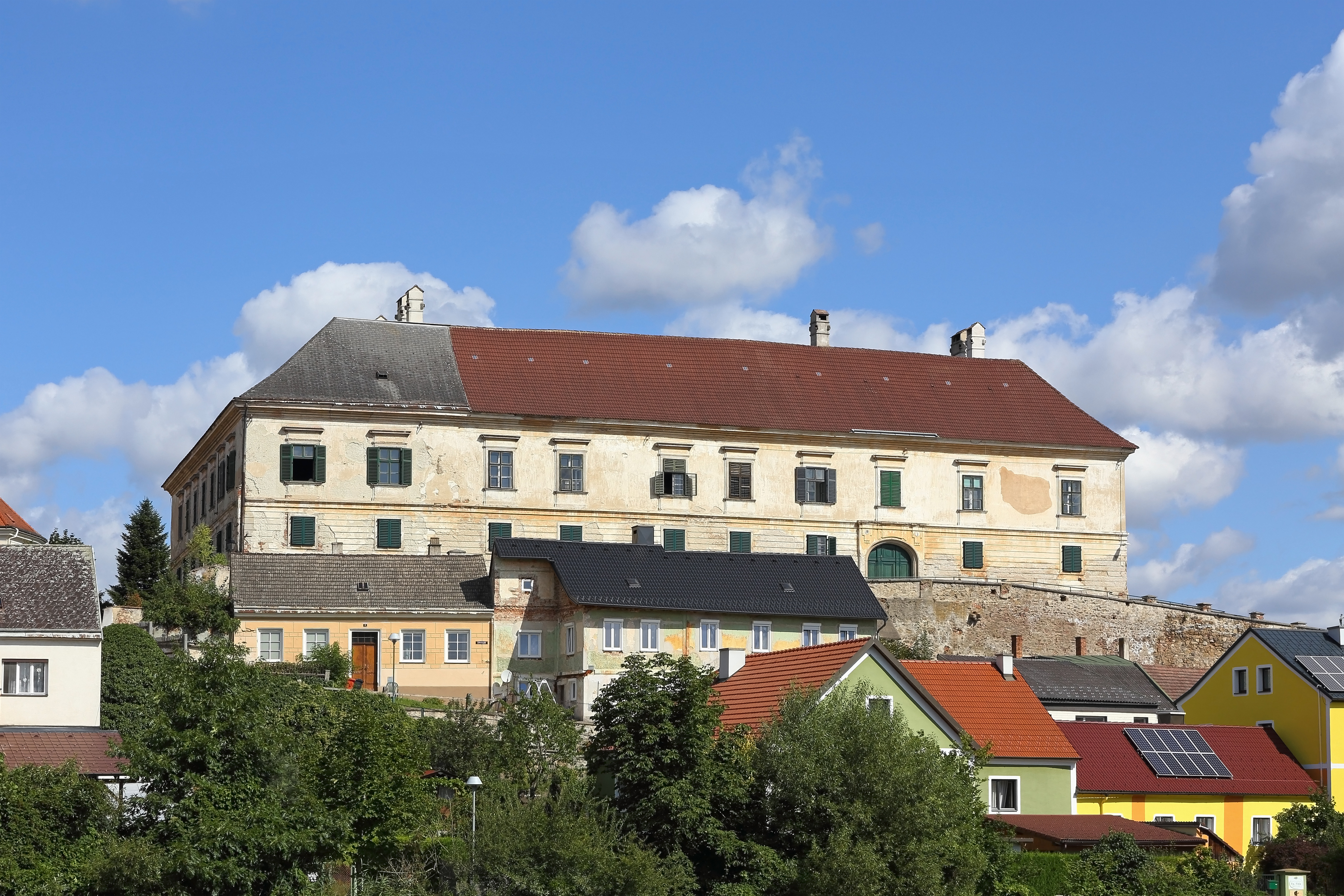
Schloss Waidhofen a.d. Thaya
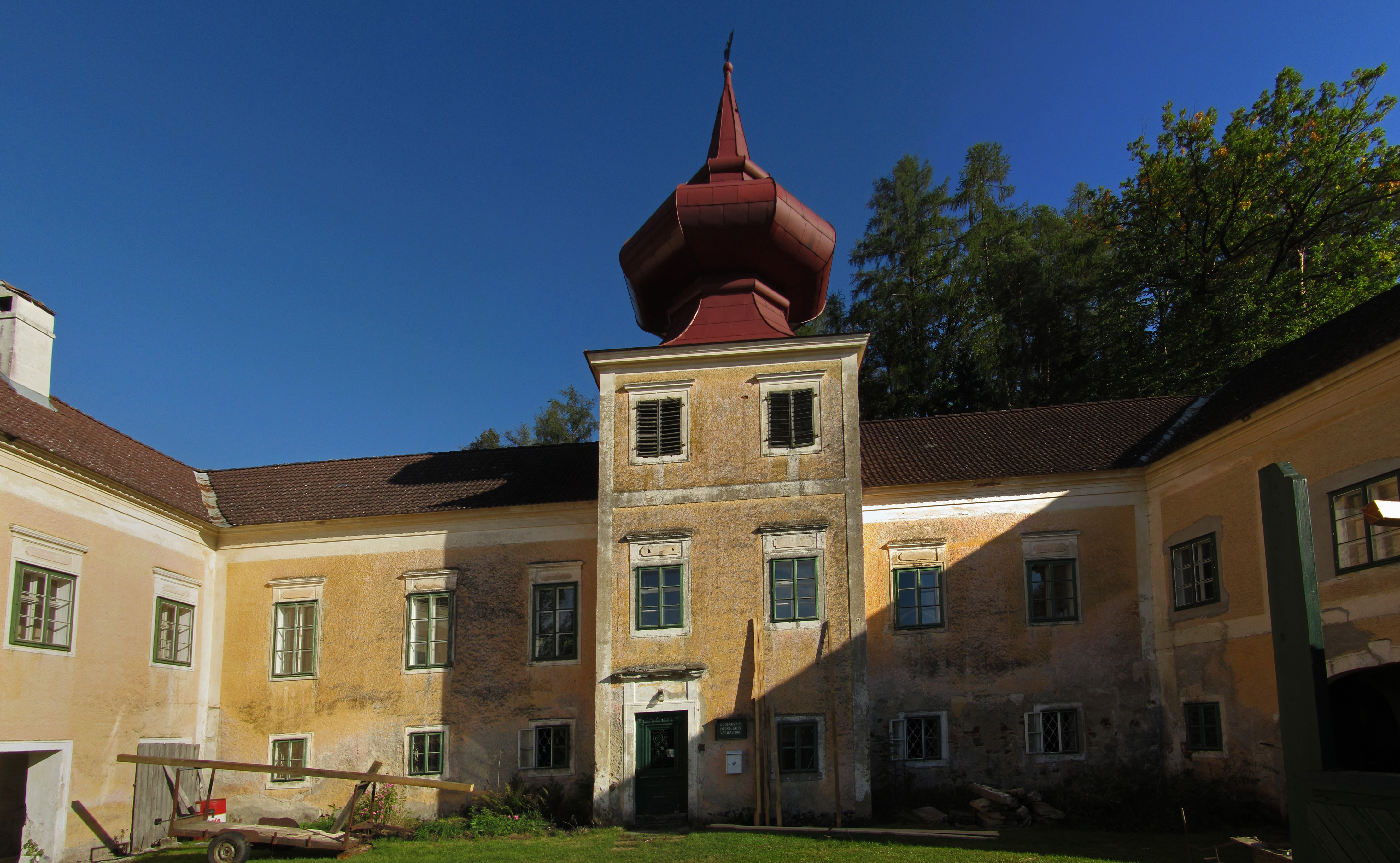
Schloss Vestenötting
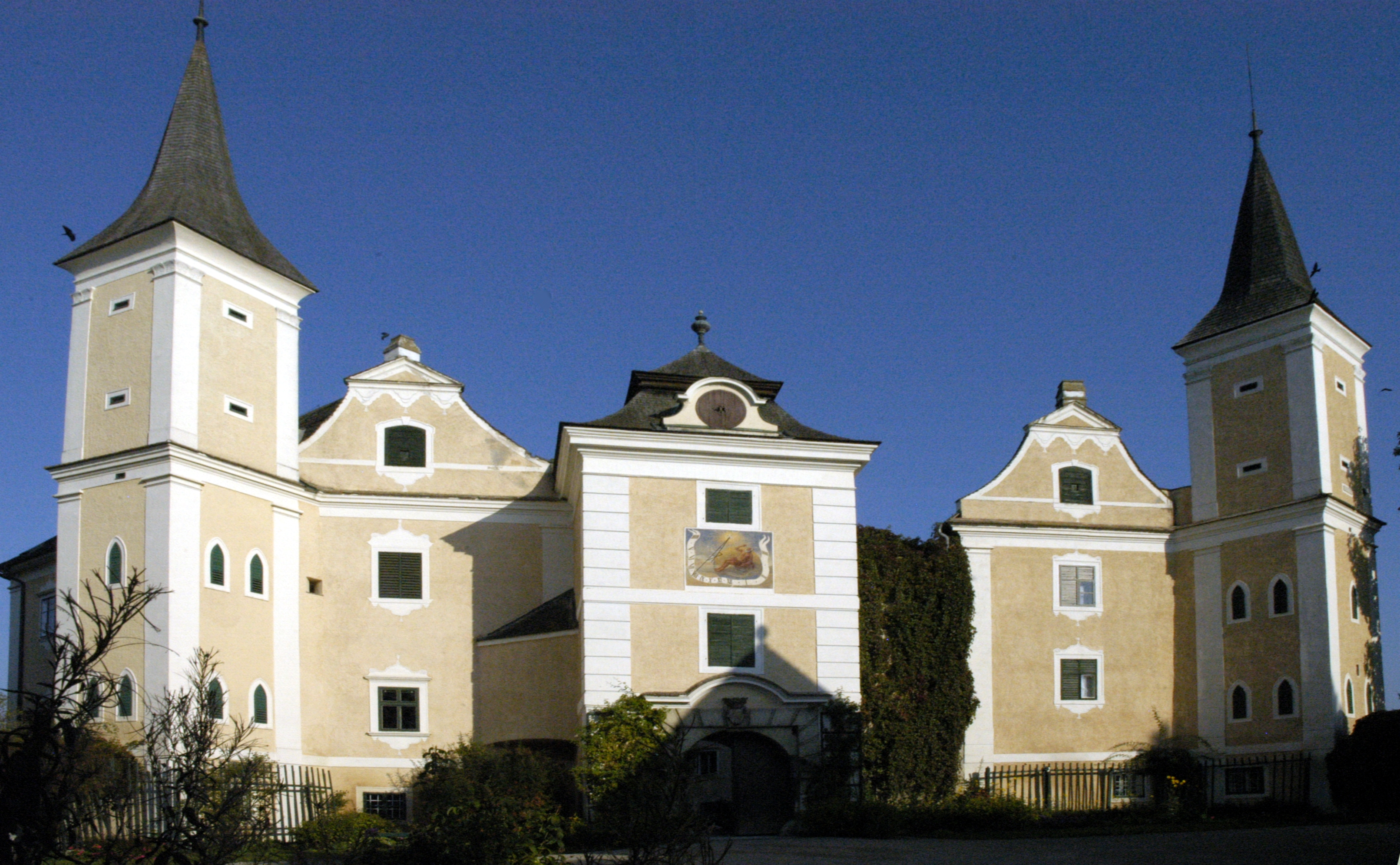
Schloss Mühlbach am Manhartsberg
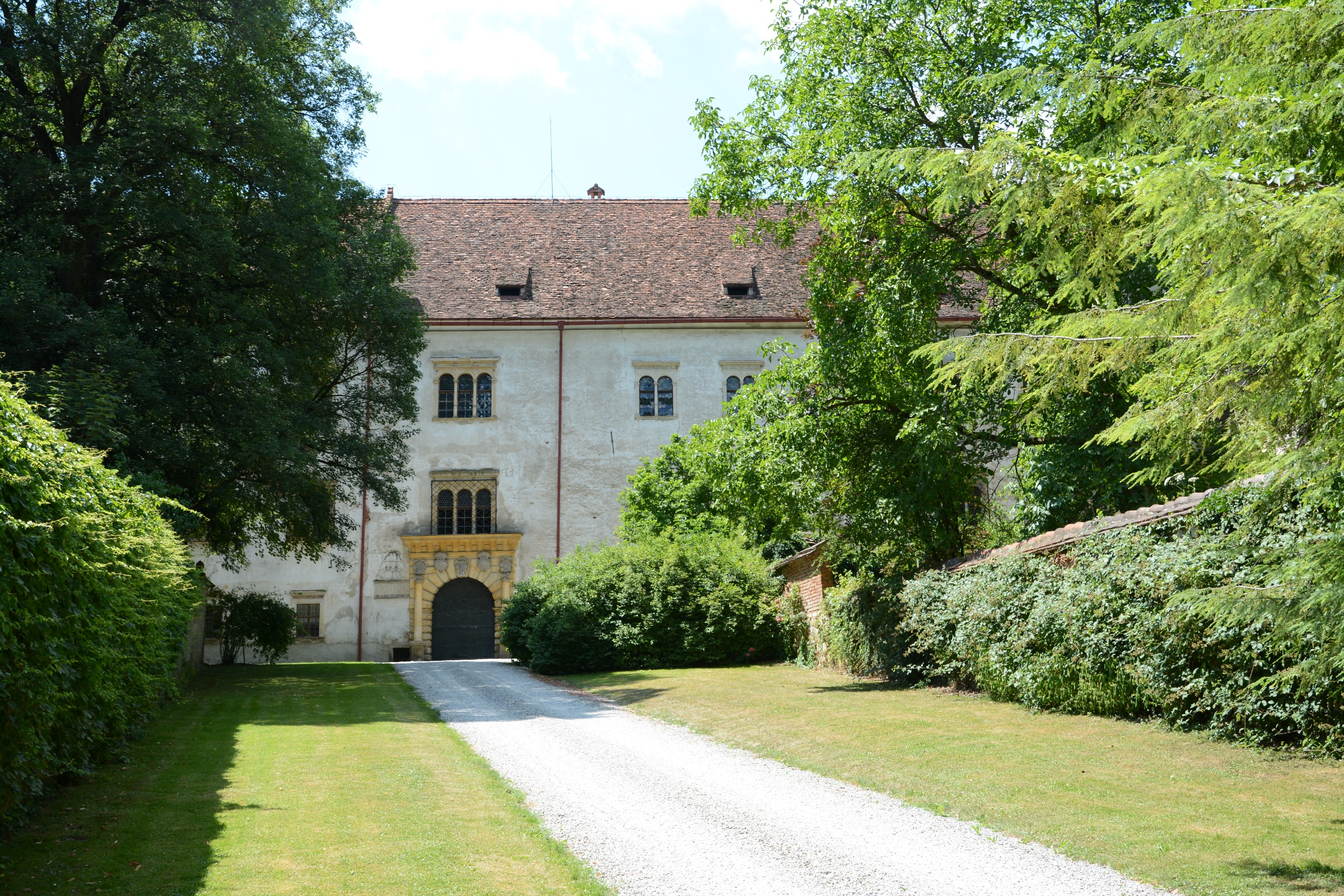
Schloss Thannhausen
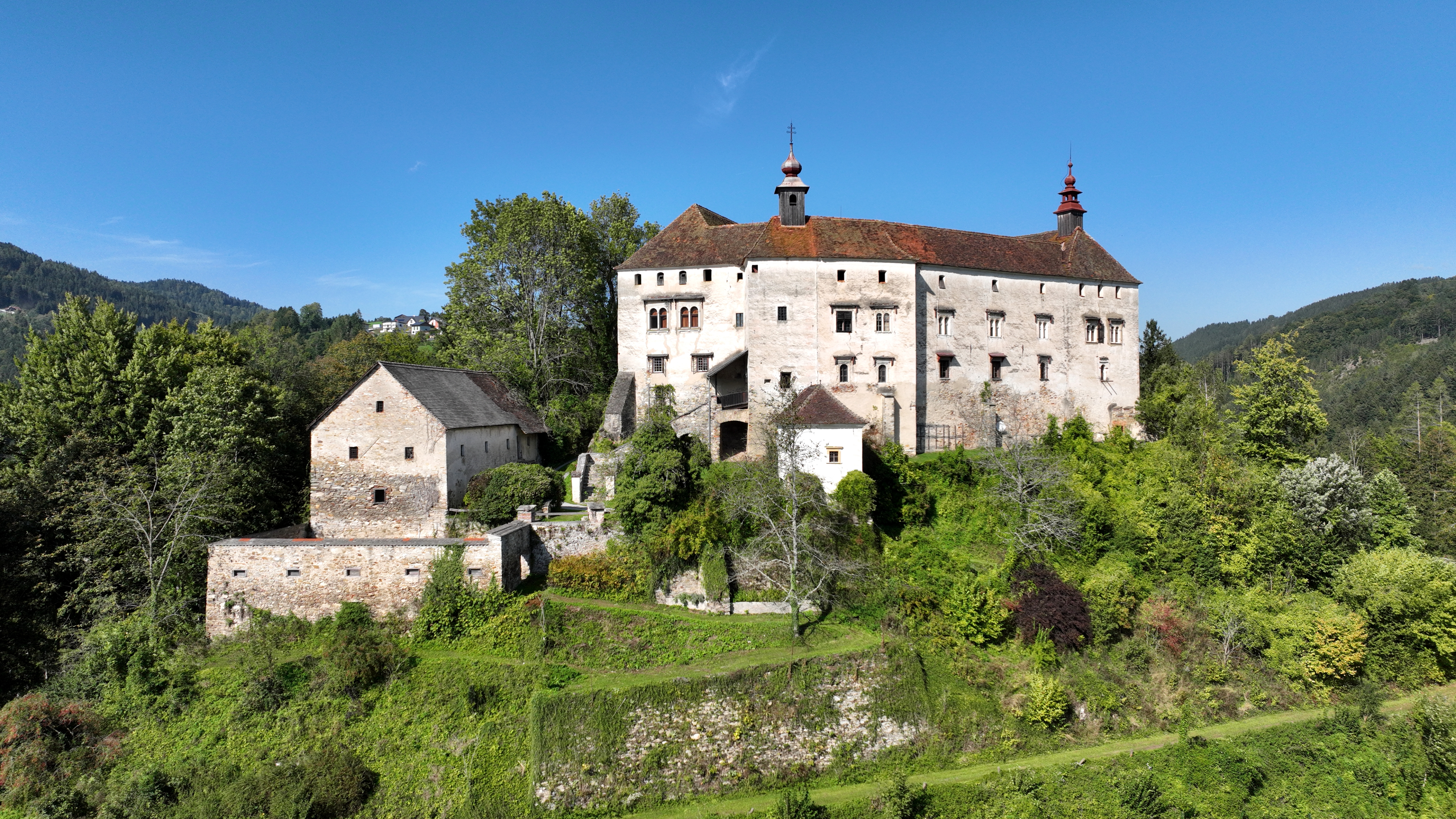
Schloss Frondsberg

## Wappen

### Familienwappen von 1660 und im Adelsbrief von 1668
Blasonierung: Die älteste Darstellung eines Familienwappens Gudenus geht auf das Jahr 1660 zurück. Das Stammwappen im Adelsbrief von 1668 zeigt in Blau auf grünem Dreiberg einen silbernen Geharnischten mit goldenem Rock und eisernem Brustharnisch, in der Rechten einen grünen Palmzweig haltend, mit der Linken einen goldenen Stab auf den Boden setzend, der oben in einem Kreuz und darüber einer Krone endet; auf dem Helm mit blau-goldenen Decken der Mann wachsend.

### Gräfliches Wappen von 1907
Blasonierung: Das gräfliche Wappen von 1907 ist geviert mit einer zwischen Feld 3 und 4 eingeschobenen schwarzen Spitze und belegt mit blauem Herzschild, darin auf grünem Boden eine Frauengestalt mit wallendem goldenen Gewand und eisernem Brustharnisch, in der Rechten einen grünen Palmzweig haltend, mit der Linken einen goldenen Stab auf den Boden setzend, der oben in einem Kreuz und darüber einer Krone endet. 1 und 4 von Silber und Rot sieben Mal schrägrechts geteilt; 2 und 3 in von Schwarz und Gold geteiltem Feld auf natürlichem Felsboden ein dreizinniger roter Turm mit Toröffnung und aufgezogenem goldenen Fallgatter. Oben befinden sich drei Helme; auf dem rechten mit rot-silbernen Decken ein offener Adlerflug; auf dem mittleren mit blau-goldenen Decken ein silberner Geharnischter wachsend; auf dem linken mit schwarz-goldenen Decken der Zinnenturm zwischen zwei Büffelhörnern. Die Schildhalter sind zwei widersehende goldene Löwen.

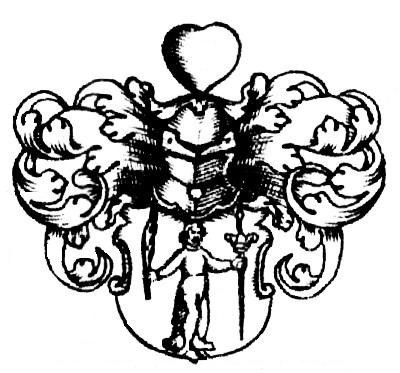
Stammwappen derer von Gudenus, Siebmachers Wappenbuch (Erweiterung 1703), Fränkische Abteilung
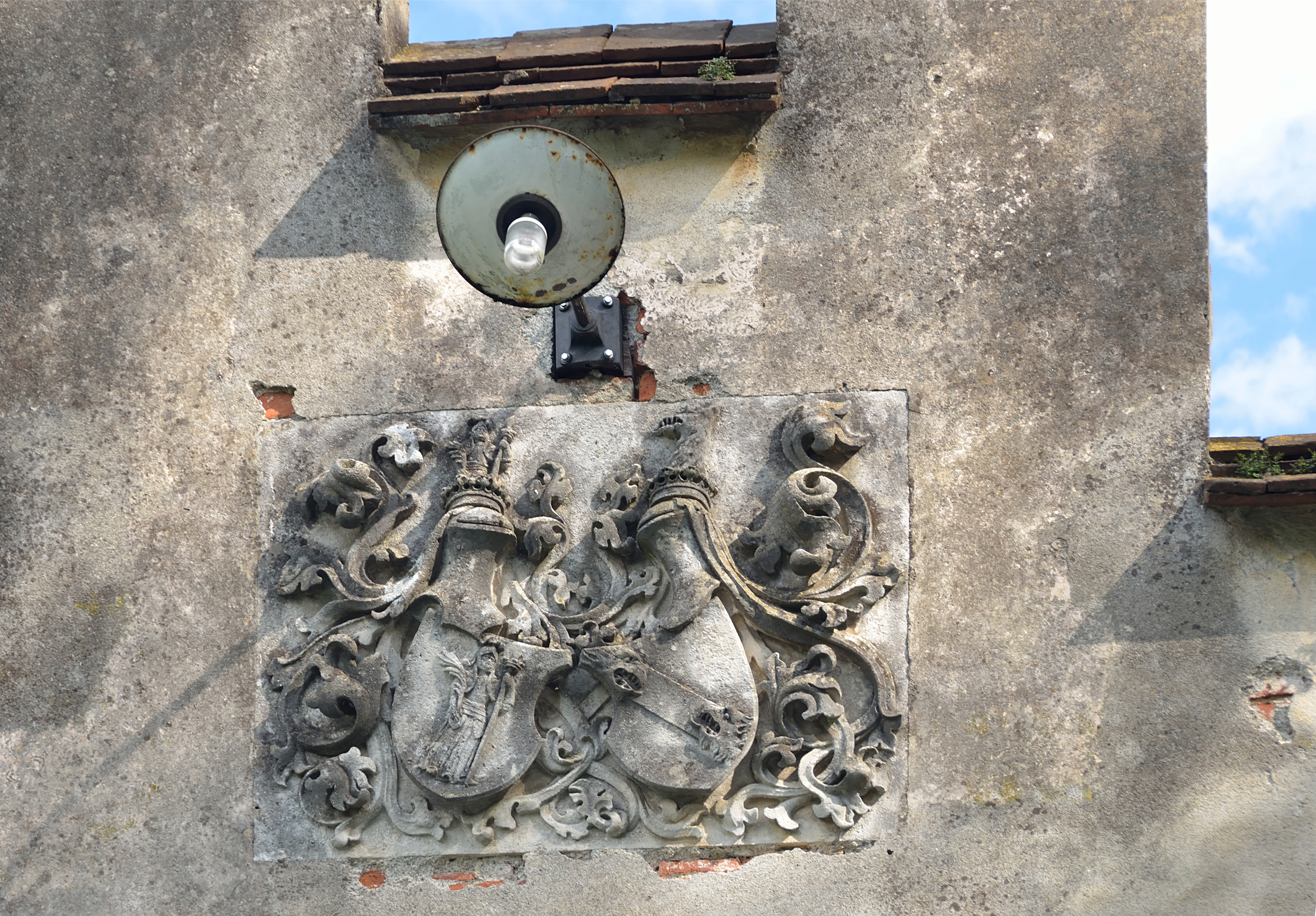
Stammwappen derer von Gudenus, als Teil eines Allianzwappens (mit Hoyos), Gudenus’sche Forstverwaltung
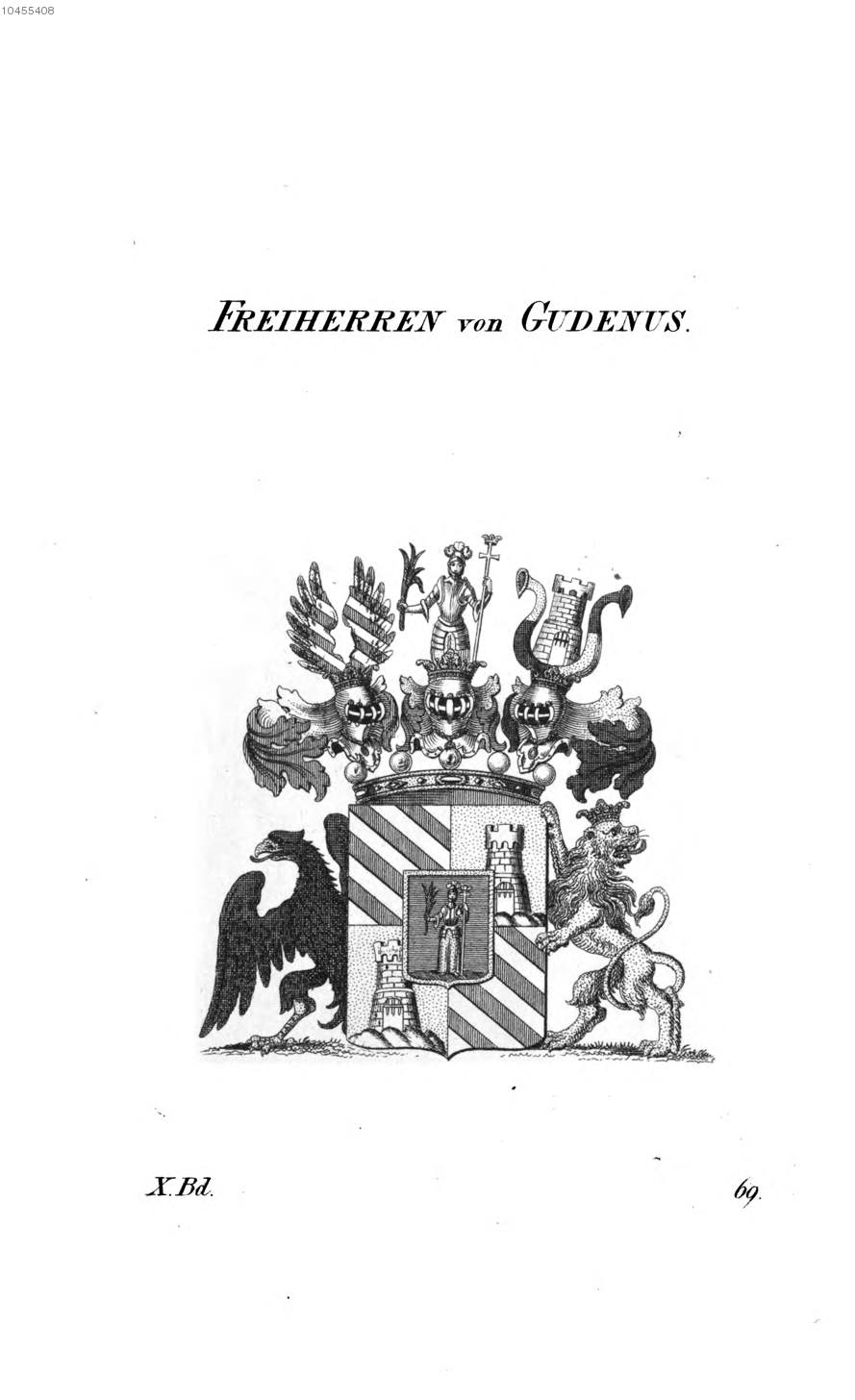
Freiherrenwappen derer von Gudenus, Tyroff: Wappenbuch der österreichischen Monarchie, 1831–1868
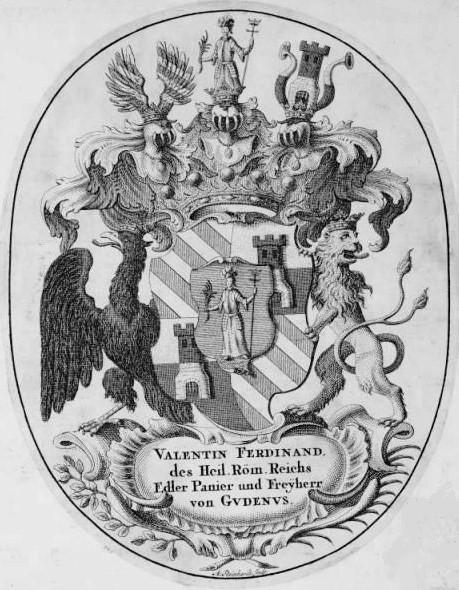
Freiherrenwappen, Exlibris des Freiherrn Valentin Ferdinand von Gudenus (1732)
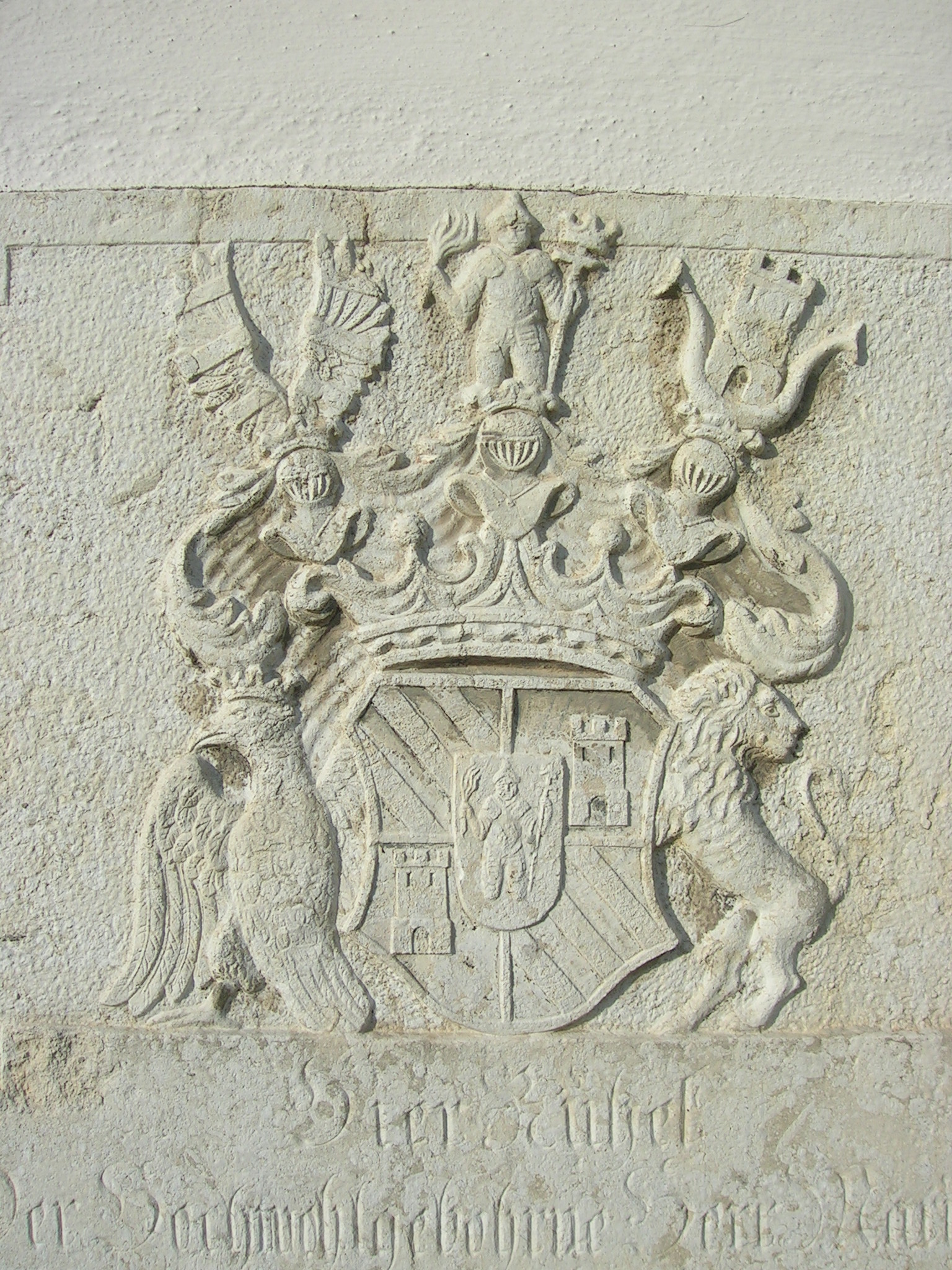
Freiherrenwappen, Grabstein des Maximilian Christoph Freiherr von Gudenus, Ostenfriedhof Eichstätt
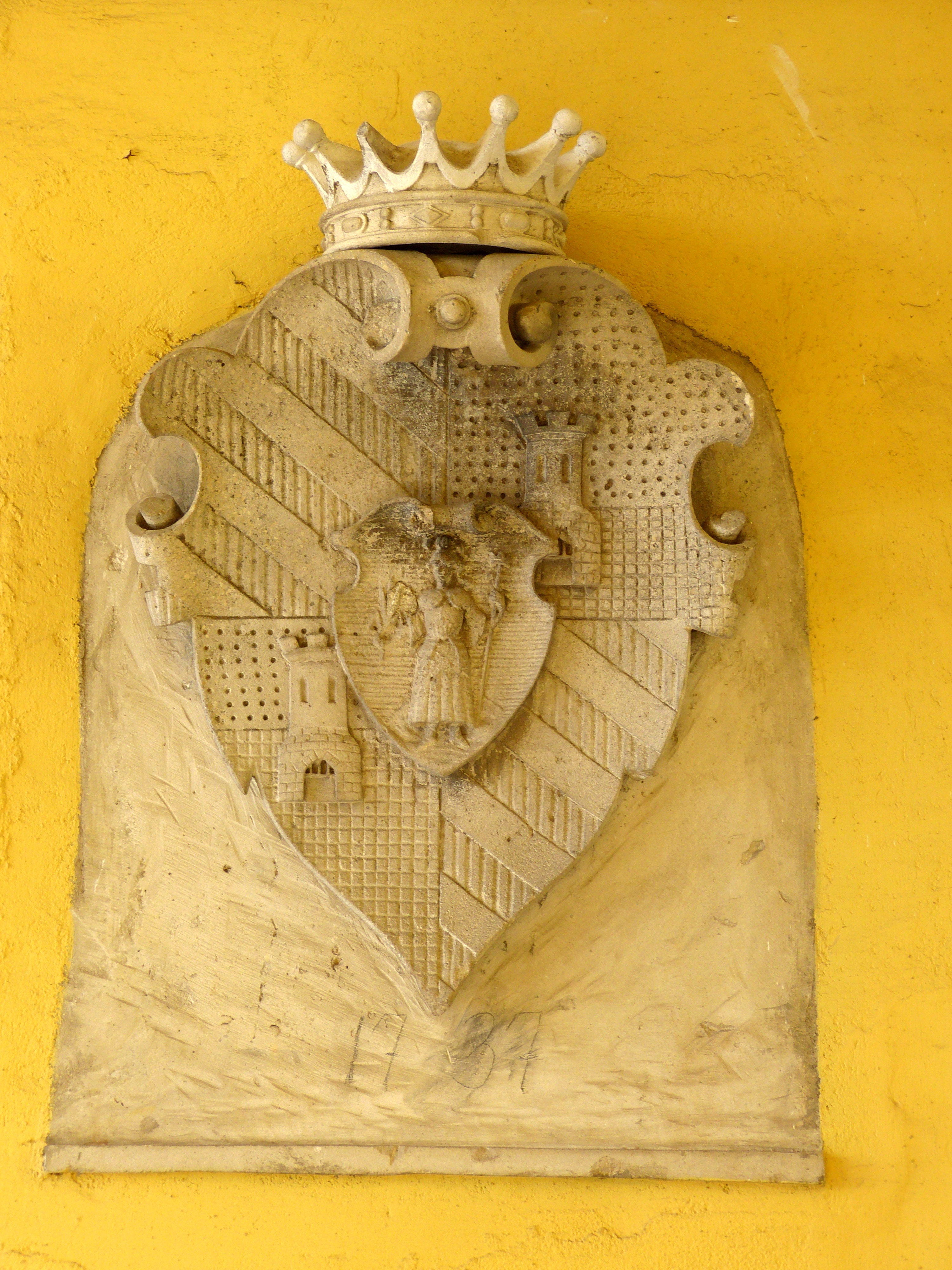
Gemehrtes Wappen derer von Gudenus, Schloss Waidhofen a.d. Thaya

## Namensträger
- Johann Daniel von Gudenus (1624–1694), Weihbischof in Erfurt
- Urban Ferdinand von Gudenus (1634–1699), Rektor der Universität Mainz, Leibarzt des Mainzer Kurfürsten
- Johann Moritz von Gudenus (1639–1688)
- Christoph Ignatius von Gudenus (1674–1747), Weihbischof in Erfurt
- Johann Christoph von Gudenus (1676–1712), Rektor der Universität Mainz
- Johann Leopold von Gudenus (1676–1713), Freiherr, Weihbischof in Worms
- Valentin Ferdinand von Gudenus (1679–1758), Freiherr, kurmainzischer Jurist, Historiker
- Daniel Moritz Gudenus (1681–1749), kurmainzischer Regierungsrat und Stadtschultheiß zu Erfurt
- Philipp Franz von Gudenus (1710–1783), Freiherr, Militär, Zeichner der Gudenus-Handschrift
- Ernst von Gudenus (1833–1914), Freiherr, Besitzer der Herrschaft Thannhausen (Steiermark), Politiker (Mitglied des Abgeordnetenhauses)[21]
- Heinrich Johann Baptist von Gudenus (1839–1915), Graf, österreichischer Gutsbesitzer und Politiker (erbliches Mitglied des Herrenhauses)[22]
- Josef von Gudenus (1841–1919), Graf, österreichischer Gutsbesitzer (Mühlbach) und Politiker (Landmarschall von Niederösterreich; Mitglied des Abgeordnetenhauses)[23]
- Leopold von Gudenus (1843–1913), österreichischer Gutsbesitzer (Ulrichskirchen), Politiker (Landmarschall von Niederösterreich), Ritter des Ordens vom Goldenen Vlies[24]
- Erwein Maria Ernst Gudenus (1869–1953), Ritter des Orden vom Goldenen Vlies[24]
- Philipp Gudenus (1877–1948), österreichischer Gutsbesitzer (Waidhofen an der Thaya etc.), Politiker (erbliches Mitglied des Herrenhauses)[25]
- Philipp Gudenus (1905–1990), Ritter des Ordens vom Goldenen Vlies[24]
- Johann Baptist Gudenus (1908–1968), österreichischer Olympiateilnehmer (Winter 1932, 1936; Sommer 1936)
- Carl-Gabriel Gudenus (1920–2012), Offizier, U-Boot-Kommandant im Zweiten Weltkrieg[26]
- Martin Gudenus (* 1951), Bürgermeister der Marktgemeinde Hohenwarth-Mühlbach am Manhartsberg (seit 2015)[16]
- John Gudenus (1940–2016), österreichischer Politiker (FPÖ), Oberst des Bundesheeres
- Johann Gudenus (* 1976), österreichischer Politiker (FPÖ)
- Clemens Gudenus (* 1990), österreichischer Politiker (FPÖ)

## Stammlinie
Ältere Stammlinie
Christoffel Gudenus zu Melsungen ⚭ (1) Ursula vom Hoffe († 1624), (2) Katharina
- Mauritius (Moritz) Gudenus (1596–1680) ⚭ Beata Stein († 1691)[27]
  - Johann Daniel Gudenus (1624–1694)[27]
  - Anna Katharina (1626–1663)[27]
  - Anna Beate (1628–1670) ⚭ Heinrich Adam Streit[27]
  - Anna Christiana (1630–1683) ⚭ Johann Dietrich Heiland[27]
  - Johann Christoph Freiherr von Gudenus (1632–1705) ⚭ Maria Clara Thavonath
    - Maria Franziska Paulina (* 1675) ⚭ Franz Wilderich von Menshengen[27]
    - Damian Hugo von Gudenus (1676–1678)[27]
    - Susanna Josefa Felizitas (1678–1742) ⚭ Johann Jakob Lincker von Luetzenwick[27]
    - Maximiliana Magdalena Isabella (1679–1727)[27]
    - Jakob Christoph Rudolf Freiherr von Gudenus (1680–1742)[27]
    - Friedrich Philipp Ferdinand Freiherr von Gudenus (1681–1731) ⚭ Maria Constantia Josefa Elisabeth Freyin Scheller von Ungershausen[27]
      - Carl Josef Johannes von Gudenus[27]
      - Leopold Franz de Paula Josef von Gudenus[27]
      - Maria Walburga Josefa (1720–1743) ⚭ Joseph Volkradt Graf von Auersperg
      - Johann Baptist Franz de Paula Joseph Freiherr von Gudenus (1721–1786), Fkhr auf Waidhofen etc. ⚭ Oktavia Gräfin von Nimptsch[28] siehe unten Jüngere Stammlinie (Niederösterreich)
      - Maria Agnes Josefa[27]
      - Franz de Paula Philipp Josef von Gudenus[27]
      - Franz de Paula Josef Johann Nepomuk von Gudenus[27]
      - Philipp Josef Anton von Padua von Gudenus[27]

    - Ludovika (Aloisia) Theresia Barbara (1682–1715) ⚭ Anno Heinrich Freyherr von Kellern[27]
    - Johann Albert Freiherr von Gudenus (1684–1746)[27]
    - Gisberta Theresia (* 1686; † Februar 1766)[27]
    - Anton Franz Freiherr von Gudenus (1687–1754) ⚭ (1) Karoline Charlotte Maria Seip (1692–1749), (2) Maria Theresia von Bertram († 1766)[29]
      - Susanna Charlotte Margarete(1712–1756) ⚭ Franz Ferdinand Freiherr von Thomasi († 1779)[29]
      - Maria Karol Antonia Theresia (1715–1768) ⚭ Johann Georg Friedrich Freiherr von Lasser (1713–1769)[29]
      - Johann Albert David Christoph Freiherr von Gudenus (1716–1795)[29]
      - Franz Fortunat Engelhard Anton Freiherr von Gudenus (1718–1734)[29]
      - Maria Theres Franziska Antonia Charlotta (1720–1770) ⚭ Franz Brual von Tiefenau († 1767)[29]
      - Sigmund Christoph Julius Freiherr von Gudenus (1723–1767) ⚭ Elenore von Bielstein (1722–1786)[29]
      - Ferdinand Joseph Freiherr von Gudenus (1726–1787)[29]
      - Wilhelmine Maria Ursula ⚭ Achatius Freiherr von Rebentisch[29]
      - Josefa Susanne Eva Gertrude (* 1730)[29]
      - Eleonora Franziska (* 1731) ⚭ Lorenz Daniel Freiherr Vargyas[29]
      - Aloisia (1733–1735)[29]
      - Christoph Franz Anton Freiherr von Gudenus (1735–1815) ⚭ Antonia Freiin von Creenberg († 3. Juli 1796)[29]
      - Joseph Christoph Freiherr von Gudenus († 1815)[29]

    - Ferdinand Kasimir Mauritius von Gudenus († 1689)[27]
    - Josefa Maria Clara (1689–1690)[27]
    - Leopoldina Maria Anna (* 1692)[27]
    - Philippina Charlotta[27]
    - Philippina Maria Anna (1693–1767)[27]
    - Johanna Elisabeth Katharina (1696–1776) ⚭ (1) Johann Josef Freyherr Brasican von Emerberg, (2) Wolf Anton Graf von Uiberacker auf Sieghartstein und Pfanngau[27]
    - Eleonora Leopoldina (1698–1760) ⚭ (1) Josef Reichard Graf Kletzl von Altenach, (2) Franz Maria Graf Ferrari[27]

  - Urban Ferdinand Gudenus (1634–1699) ⚭ Lotharia Mechtildis von Birkig[27][28]
    - Johann Christoph Gudenus (1676–1712) ⚭ Christine von Gobel zu Weilersbach[28]
      - Philipp Franz Ignaz Freiherr von Gudenus (1710–1783) ⚭ Christine von Schaumberg[28] siehe unten Jüngere Stammlinie (Steiermark)

  - Georg Friedrich Gudenus (1636–1701) ⚭ (1) Johanna Franziska von Birkig († 1680), (2) Dorothea Sibylla von der Weser († 1689), (3) Magdalena Franziska Isselbach († 1733)[27]
  - Johann Moritz Gudenus (1639–1688) ⚭ Maria Katharina Böning (1648–1730)[27]
  - Johanna Klara († 1648)[27]
- Johannes Gudenus (* 1600) ⚭ Anna Elisabeth Schimmelpfennig[27]
- Margaretha (* 1608)[27]
- Johannes (* 1612)[27]

Jüngere Stammlinie (Niederösterreich)
Johann Baptist Franz de Paula Joseph Freiherr von Gudenus (1721–1786), Fkhr auf Waidhofen etc. ⚭ Oktavia Gräfin von Nimptsch
- Johann Baptist Freiherr von Gudenus (1753–1838), Fkhr auf Waidhofen etc. ⚭ Maria Anna Gräfin Koháry de Csábrág et Szitnya[28]
  - Johann Baptist Freiherr von Gudenus (1793–1855), Fkhr auf Waidhofen etc.
  - Gabriel Freiherr von Gudenus (1795–1879), Herr auf Mühlbach etc. ⚭ Ludovika Freiin von Bartenstein[30] ;
    - Heinrich Graf von Gudenus (1839–1915), Fkhr auf Waidhofen etc. ⚭ Ernestine Gräfin von Thun-Hohenstein[1]
      - Philipp (Graf von) Gudenus (1877–1948), Herr auf Waidhofen u. Vestenötting ⚭ Angela Hardt[1]
        - Philipp Heinrich (Graf von) Gudenus (1905–1990) ⚭ Louise Annette Grevenkop-Castenskiold[1]
          - Philipp Georg Gudenus (* 1937) ⚭ Kim Chi Huynh (* 1937)
          - Holger Gudenus (* 1938) ⚭ Maria-Renée Barillas y Saenz de Tejada (1931–1920)
            - Philipp Holger Gudenus (* 1965) ⚭ Rossana Cocios-González (* 1970)
              - Philipp Gudenus (* 2002)[1]

          - Leopold Gudenus (* 1946) ⚭ Pia Gräfin von Spee[1]
            - Ferdinand Gudenus (* 1990)[1]

    - Joseph (Graf von) Gudenus (1841–1919), Herr auf Mühlbach ⚭ Karolina Wilhelmine Gräfin von Colloredo-Mannsfeld[30]
      - Franz Joseph (Graf von) Gudenus (1883–1960) ⚭ Anna Maria Freiin Bianchi di Casalanza[30]
        - Gabriel Carl Gudenus (1920–2012) ⚭ Dorothea Freiin von Doblhoff[1]
          - Martin Gudenus (* 1951) ⚭ Maria Elisabeth Gräfin von Hartig[1]

Jüngere Stammlinie (Steiermark)
Philipp Franz Ignaz Freiherr von Gudenus (1710–1783) ⚭ Christine von Schaumberg
- Ferdinand Sigmund Freiherr von Gudenus (1755–1825), Herr auf Thannhausen etc. ⚭ Sophie Freiin von Schrottenberg[31]
  - Anton Freiherr von Gudenus (1792–1872)[31]
  - Gordian Freiherr von Gudenus (1798–1894), Herr auf Thannhausen etc. ⚭ Christiane Gräfin Hoyos[31]
    - Ernst Freiherr von Gudenus (1833–1914), Herr auf Thannhausen etc. ⚭ Anna Maria Gräfin von Schönborn[32]
      - Gordian (Freiherr von) Gudenus (1866–1957), Herr auf Thannhausen etc. ⚭ Rosa Prinzessin von Lobkowicz[32]
      - Erwein (Freiherr von) Gudenus (1869–1953) ⚭ Sidonia Freiin von Morsey genannt Picard[32]
        - Ernst (Freiherr von) Gudenus (1916–1972) ⚭ Sophie Gräfin von Nostitz-Rieneck[32]
          - Erwein Gudenus (* 1958)[32]